# Second Chance (serie televisiva 2016)
Second Chance è una serie televisiva statunitense creata da Rand Ravich per il network Fox.
La serie, con protagonista Robert Kazinsky, è un dramma dai toni sovrannaturali ispirato dal celebre romanzo di Mary Shelley Frankenstein, trasmesso dalla Fox dal 13 gennaio 2016.
Il 12 maggio 2016 la serie è stata cancellata dopo una sola stagione prodotta.

## Trama
Il settantacinquenne Jimmy Pritchard è un ex sceriffo della contea di Los Angeles ormai in pensione, che quindici anni fa è stato coinvolto in un caso di corruzione. Una notte rimane ucciso durante una rapina a casa del figlio Duval Pritchard, agente dell'FBI. Pritchard viene riportato in vita dai gemelli miliardari Mary e Otto Goodwin, geni delle biotecnologie e fondatori di un impero dei social network chiamato Lookinglass. Pritchard si "rianima" in una versione più giovane di se stesso, con capacità fisiche amplificate. A questo punto Pritchard dovrà scegliere se condurre la vita dissoluta di un tempo, di poliziotto corrotto e donnaiolo, o redimersi.

## Episodi
| Stagione       | Episodi | Prima TV originale | Prima TV Italia |
| -------------- | ------- | ------------------ | --------------- |
| Prima stagione | 11      | 2016               | 2016            |

## Personaggi e interpreti

### Personaggi principali
- Jimmy Pritchard, interpretato da Robert Kazinsky, doppiato da Riccardo Scarafoni.
- Mary Goodwin, interpretata da Dilshad Vadsaria, doppiata da Chiara Gioncardi.
Cofondatrice della Lookinglass, sorella gemella di Otto.
- Otto Goodwin, interpretato da Adhir Kalyan, doppiato da Davide Perino.
Cofondatore della Lookinglass, fratello gemello di Mary.
- Gracie Pritchard, interpretata da Ciara Bravo, doppiata da Agnese Marteddu.
Figlia di Duval e nipote di Jimmy.
- Duval Pritchard, interpretato da Tim DeKay, doppiato da Antonio Sanna.
Agente dell'FBI, figlio di Jimmy.
- Alexa, interpretata da Vanessa Lengies, doppiata da Valentina Mari.
Assistente di Mary.

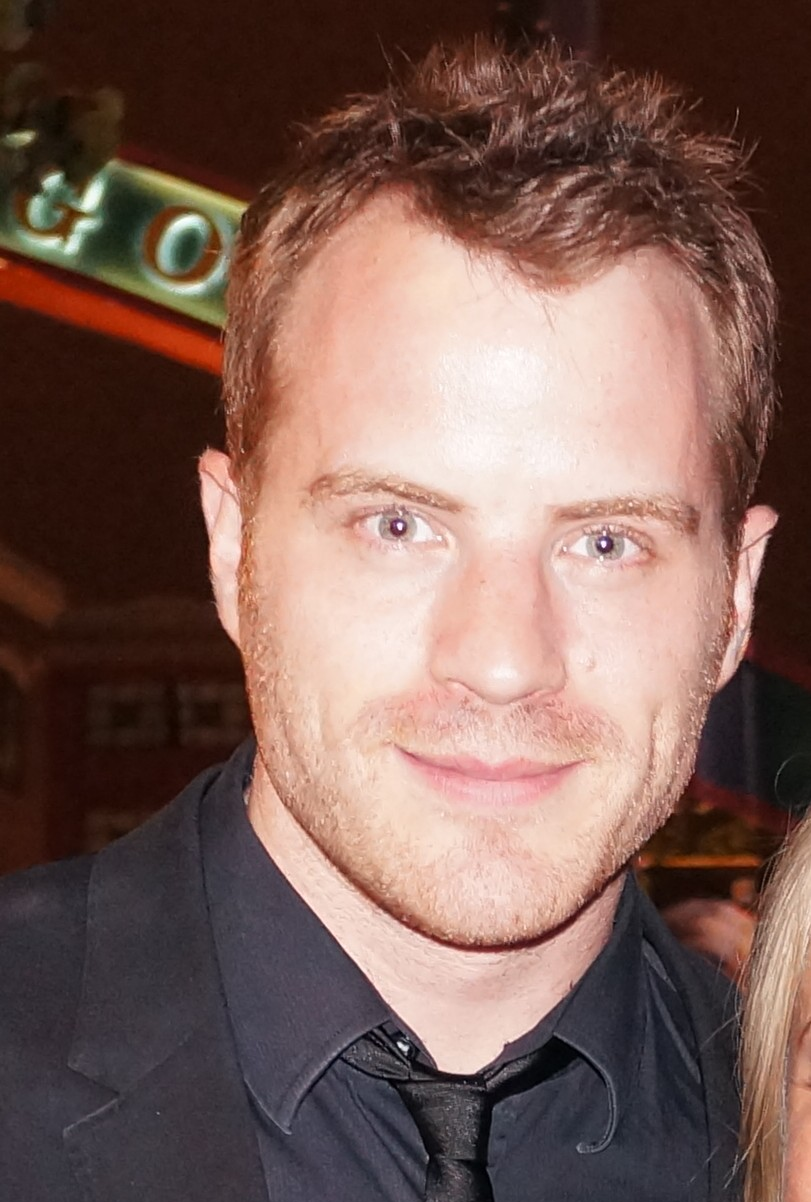
Robert Kazinsky interpreta Jimmy Pritchard
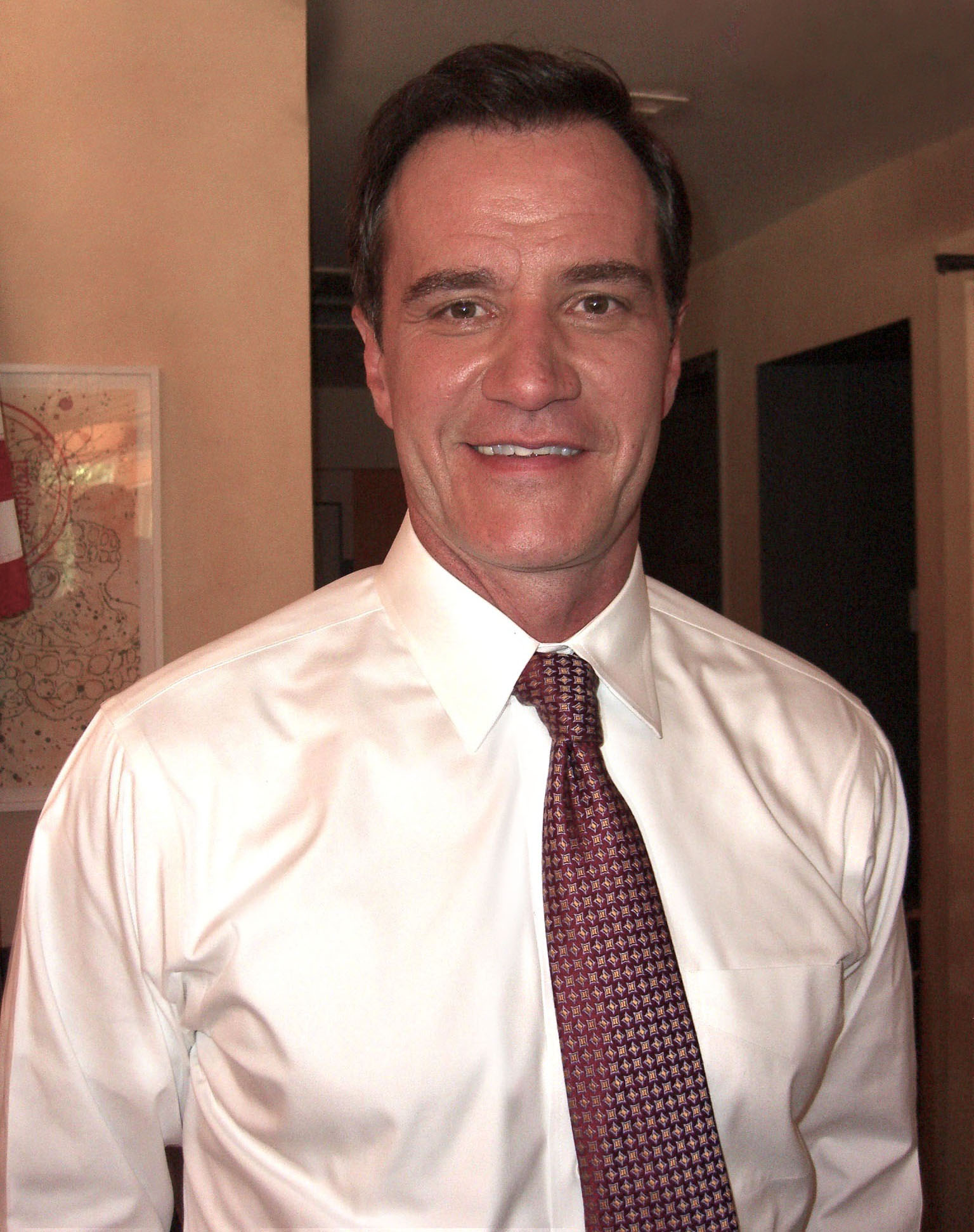
Tim DeKay interpreta Duval Pritchard

### Personaggi secondari
- Jimmy Pritchard anziano, interpretato da Philip Baker Hall.
- Helen, interpretata da Amanda Detmer, doppiata da Barbara De Bortoli.
Figlia di Jimmy.
- Connor Graff, interpretato da Adan Canto.

## Produzione
La serie è stata ordinata ufficialmente da Fox l'8 maggio 2015 mantenendo il titolo di lavorazione The Frankenstein Code. Prima del debutto televisivo i produttori hanno deciso tuttavia di cambiare il titolo una prima volta in Lookinglass e una seconda in Second Chance.
L'episodio pilota è stato diretto da Michael Cuesta.